# Сменово (Опочецкий район)
Сменово — деревня в Опочецком районе Псковской области. Входит в состав Болгатовской волости
Расположена в 22 км к востоку от города Опочка и в 5 км к югу от деревни Болгатово.
До 2005 года деревня входила в состав ныне упразднённой Любимовской волости с центром в д.Лаптево.

## Население
| 2001 | 2002 | 2010 | 2013 | 2014 | 2015 | 2016 |
| ---- | ---- | ---- | ---- | ---- | ---- | ---- |
| 20   | →20  | ↘12  | ↗13  | ↗14  | →14  | ↗16  |